# 红药蜡瓣花
红药蜡瓣花（学名：Corylopsis veitchiana）为金缕梅科蜡瓣花属下的一个种。